# (34488) 2000 SO135
2000 SO135 (asteroide 34488) é um asteroide da cintura principal. Possui uma excentricidade de 0.07936310 e uma inclinação de 7.97043º.
Este asteroide foi descoberto no dia 23 de setembro de 2000 por LINEAR em Socorro.